# Euphorbia gregersenii
Euphorbia gregersenii är en törelväxtart som beskrevs av Karl Franz Josef Malý och Günther von Mannagetta und Lërchenau Beck. Euphorbia gregersenii ingår i släktet törlar, och familjen törelväxter.
Artens utbredningsområde är Bosnien. Inga underarter finns listade i Catalogue of Life.